# Roque del Conde
El roque del Conde, también llamado roque de Ichasagua, es una elevación montañosa situada en el término municipal de Adeje, en la isla de Tenerife ―Canarias, España―, cerca de la costa y que alcanza una altitud de 1000 m s. n. m.
Se puede ascender a la cima del roque a través del sendero local TF-218 que parte del núcleo de Vento, en el municipio de Arona.

## Toponimia
El término genérico «roque» con el que se conoce a esta elevación es el utilizado en el léxico canario para denominar a los peñascos que se elevan en tierra o en el mar.
En cuanto a su apelativo «del Conde», hace referencia a Juan Bautista de Herrera y de Ponte Ayala y Rojas, III marqués de Adeje y VIII conde de La Gomera, propietario del señorío jurisdiccional de Adeje en el que se enclavaba el roque.
Con anterioridad al siglo XVIII en que comienza a denominarse como roque del Conde, era conociedo como montaña de Abyo, Ahiyo, Ayyo o de Ayo, que era el nombre por el que los guanches lo conocían. También aparece en la documentación histórica como fortaleza de Adeje. Por su parte, el historiador Juan Bethencourt Alfonso indicaba que aún a mediados del siglo XIX se denominaba como roque de Hío o de Arona.
La denominación como roque de Ichasagua se debe a una retoponimización producto de la popularización de la obra Historia del pueblo guanche de Juan Bethencourt Alfonso publicada en 1991. En dicha obra se indica que Ichasagua, líder de los guanches insumisos a la conquista castellana, había constituido su corte en el roque del Conde.

## Geología
Se trata de un cerro testigo conformado por el apilamiento de sucesivas coladas basálticas pertenecientes a la Serie I o Antigua de la formación de la isla de Tenerife y desmantelada por los procesos erosivos ulteriores. Su morfología abrupta, de paredes verticales, socavadas por barranqueras e incisiones de diversa profundidad y su cima amesetada conforman una unidad paisajística característica del sur de Tenerife.

## Vegetación
La vegetación que actualmente se puede ver son tuneras (Opuntia dillenii), cardones (Euphorbia canariensis), tabaibas mejoreras o rojas (Euphorbia atropurpurea) y tabaibas dulces (Euphorbia balsamifera). También se puede ver ejemplares aislados de sabina (Juniperus turbinata).